# Бойно поле (2017)
Бойно поле (2017) (на английски: WWE Battleground 2017) е кеч pay-per-view (PPV) турнир и WWE Network събитие, продуцирано от WWE за марката Разбиване. Провежда се на 23 юли 2017 в Wells Fargo Center във Филаделфия, Пенсилвания. Това е петото събитие в хронологията на Бойно поле.
Осем мача се провеждат по време на събитието, включително един мач в предварителното шоу. В главния мач, Джиндър Махал побеждава Ренди Ортън в мач в Пенджабски затвор и запазва своята Титла на WWE; по време на мача Великият Кали, който последно се бие в WWE през 2014. В други от мачовете, Кевин Оуенс побеждава Ей Джей Стайлс и печели своята трета Титла на Съединените щати, Нов ден побеждават Братя Усо, печелейкк Отборните титли на Разбиване, а Джон Сина побеждава Русев в мач със знамена.

## Заден план
Събитието включва мачове, получени от сценични сюжети и имат резултати, предварително решени от WWE и марката Разбиване, една от марковите дивизии на WWE. Сюжетите се продуцират по седмичното телевизионно шоу на WWE, Разбиване на живо.
На Договорът в куфарчето, Джиндър Махал побеждава Ренди Ортън и запазва своята Титла на WWE. В следващия епизод на Разбиване, Ортън обяснява в интервю, че е загубил контрол, когато Братята Синг (Самир и Сунил Синг) правят опит да атакуват баща му, „Каубой“ Боб Ортън, който седи на първия ред по време на мача. Казва, че разбира какво е да имаш помощници, споменавайки Еволюция, Наследниците и Началниците, но няма да позволи неуважение към семейството му. Той обавя, че вече не иска да бъде 14-кратен световен шампион, иска само да нарани Махал. По-късно същата вечер, след като Махал побеждава Люк Харпър, Ортън атакува Братята Синг, и после Махал, който избягва в публиката. На следващата седмица, Ортън казва, че ще напада Махал, докато нене получи реванш срещу него. Пълномощника Шейн Макмеън, който разбира Ортън, му дава реванш, но дава на Махал да избере условието на мача. Махал излиза и избира Мач в Пенджабски затвор, който е известен с Великият Кали, третият такъв мач в WWE и първия от 2007. На 4 юли Ортън казва, че ще накаже Махал в Пенджабския затвор. Махал отговаря и казва, че ще покаже Пенджабския затвор в следващия епизод. На следващата седмица, докато са в затвора, Братята Синг обявяват правилата на мача, а Махал твърди, че Ортън няма да може да се измъкне. Тогава Ортън излиза на ринга и казва, че когато двамата са заключени в затвора, братята няма да могат да му помогнат, както в предишните им мачове.
На Договорът в куфарчето, Нов ден (Големият И и Кофи Кингстън с Ксавиер Уудс) побеждават Отборните шампиони на Разбиване Братя Усо (Джей и Джими Усо) чрез отброяване, така че Усо запазват своите титли. На следващия епизод Разбиване, Нов ден се шегуват с това, как Усо избягват и Големият И побеждава Джими. На следващата седмица, след като Усо побеждават Хайп брос (Моджо Роули и Зак Райдър), лишавайки техния шанс да станат главни претенденти, Нов ден се появяват и предизвикват Усо на друг мач за титлите на Бойно поле и Усо приемат. На 4 юли, Нов ден и Усо правят рап-батъл, водена от Уале. Нов ден побеждават, когато Усо ги надвиват, но ги атакуват. На следващата седмица Уудс побеждава Джей. През следващите две седмици, двата отбора отбелязват индивидуални победи, където Уудс побеждава Джей, а Джими побеждава Кингстън.
В епизода на 20 юни, Шампионът на Съединените щати Кевин Оуенс прави Отворено предизвикателство към кечистите. Ей Джей Стайлс излиза и приема предизвикателството, но Оуенс отказва, тъй като Стайлс не е от Дейтън, Охайо. Тогава Чад Гейбъл от Американ алфа приема предизвикателството, казвайки че се е преместил в Дейтън "[тази] сутрин", но Оуенс го побеждава. На следследващия епизод, Стайлс отива при Главния мениджър Даниъл Брайън и казва, че Оуенс не знае какво е отворено предизвикателство. Оуенс го прекъсва и казва, че Стайлс само се оплаква. Тогава Брайън казва, че когато Джон Сина прави такова предизвикателство, то е за всеки. Брайън урежда Кралска битка за Деня на Независимостта в следващия епизод на 4 юли, в която победителя ще получи мач за титлата на Оуенс на Бойно поле. На следващата седмица Стайлс побеждава Гейбъл, за да се класира за Кралската битка, която също печели. След победата на Стайлс, Оуенс, който коментира мача, напада Стайлс, но той отвръща. Три дена по-късно, въпреки че става главен претендент за титлата на Бойно поле, Стайлс се бие срещу Оуенс на Живо събитие в Madison Square Garden и го побеждава, печелейки титлата. В епизода на 11 юли, Стайлс прави отворено предизвикателство за Титлата на Съединените щати, което е прието от Джон Сина. Преди мача да започне, Оуенс и Русев ги прекъсват и атакуват. След това Стайлс и Сина побеждават Оуенс и Русев в отборен мач; а реванша на Оуенс за титлата срещу Стайлс е уреден за Бойно поле. На следващата седмица, Стайлс и Шинске Накамура губят от Оуенс и Барън Корбин.
След КечМания 33, Джон Сина отсъства от WWE за да води втория сезон на телевизионното предаване American Grit. В епизода на 6 юни, е обявено, че Сина ще се върне в Разбиване в епизода на 4 юли. Обаче, на следващия епизод Първична сила, е обявено, че Сина е станал кечист на двете шоута по време на Суперзвездното разменяне. Също по време на Суперзвездното разменяме, Русев е преместен в Разбиване, но по това време отсъства заради травма на рамото, която се нуждае от операция. Оттогава, той се появява в няколко видеота на WWE.com, искайки мач за Титлата на WWE за Договорът в куфарчето, но не го получава. На 4 юли, Сина се завръща и обявява, че ще се появява в Първична сила и Разбиване. Той е прекъснат от Русев, правейки своята първа поява в марката Разбиване. Русев се оплаква, че не е получил никаква реклама за своето завръщане, както Сина. Казва, че „Американската мечта“ и Съединените щати са шега, след което Сина предизвиква Русев на Мач със знамена (Американското знаме срещу Българското). Русев приема и Главният мениджър Даниъл Брайън урежда мача за Бойно поле. На следващата седмица, Русев атакува Сина, докато Сина приема отвореното предизвикателство за Титлата на Съединените щати на Ей Джей Стайлс. На последното Разбиване преди Бойно поле Сина прави реч за Съединените щати и тяхното знаме. Казва, че на Бойно поле щатското знаме ще се вее, след което сваля знамето и го развява, но е атакуван от Русев, който му прави Отличието.
На Договорът в куфарчето, Наоми побеждава Лана и запазва своята Титла при жените на Разбиване, и в два реванша в следващите два епизода Разбиване. В епизода на 11 юли, Наоми пита Пълномощника Шейн Макмеън, коя ще бъде следващата претендентка за титлата. Шарлът Светкавицата ги прекъсва, твърдейки че тя е следващата претендентка, последвана от Беки Линч, Тамина, Наталия и Лана. Тогава Шейн урежда Елиминационен мач Фатална петорка между петте, победителката в който ще се бие за титлата на Лятно тръшване. След това Шарлът и Беки губят от Наталия и Тамина, заради разсейване от Лана.
 На следващата седмица, Шейн говори с петте и им казва, че иска две от тях да се бият помеждуси. Тогава Шарлът предизвиква Лана, но впоследствие се бие срещу Беки, след предложение от Наталия. Беки побеждава Шарлът, но след мача са нападнати от Тамина, Лана и Наталия. Тогава Наталия атакува Тамина, но е нападната от Лана. Накрая Лана и Тамина се споглеждат. В същия епизод Наоми казва, че с изключение на Лана, победителката на Бойно поле ще бъде нейното най-голямо предизвикателство. Тогава е прекъсната от Кармела, която печели Женския мач със стълби за Договорът в куфарчето и мач за женската титла. Кармела твърди, че която и да е шампионка тя ще я победи, и че ще види Наоми на Бойно поле.
На Договорът в куфарчето, докато Шинске Накамура излиза на ринга за мача със стълби за Договорът в куфарчето, е нападнат зад гърба от Барън Корбин, така че Накамура пропуска повечето от мача; Корбин печели и получава договора с мач за Титлата на WWE. В епизода Разбиване на 27 юни, след като гледа как Корбин побеждава Сами Зейн, Даша Фуентес пита Накамура дали иска мач срещу Г-н Договорът в куфарчето. Накамура отговаря, че въпреки че Корбин е опасен, той се страхува от Накамура. На следващата седмица зад кулисите, докато Фуентес прави друго интервю с Накамура, Корбин напада Накамура зад гърба с куфарчето си и казва, че не се страхува от него. Двамата трябва да се бият помеждуси в мач на 11 юли, но се сбиват преди началото му. Техният мач се урежда наново за Бойно поле. На следващата седмица, Накамура и Ей Джей Стайлс трябва да се бият срещу Корбин и Кевин Оуенс. Когато Накамура излиза на ринга е нападнат от Корбин, а след това Корбин и Оуенс побеждават Накамура и Стайлс.
На Договорът в куфарчето, Мария Канелис се завръща в WWE за пръв път от 2010, заедно със съпруга си Майк Канелис, които прави своята първа поява в WWE. Двойката говорят за „силата на любовта“. В епизода на 27 юни, те отново излизат на сцената, за да говорят за „силата на любовта“, но са прекъснати от Сами Зейн, който тъкмо излиза на ринга за мача му срещу Барън Корбин, което изнервя Мария. Зад кулисите в епизода на 11 юли, Мария търси Зейн, за да ѝ се извини. По-късно Зейн намира Мария и Майк и казва, че се е извинил два пъти. Тогава провокира Майк, който не се е бил откакто е пристигнал в WWE. В отговор, Мария удря шамар на Зейн, а Майк чупи стъклена ваза в главата му. На следващата седмица, Зейн губи от Майк в първия му мач в WWE, и се урежда реванш между двамата за Бойно поле.
В предварителното шоу на Ответен удар, Тай Дилинджър побеждава Ейдън Инглиш. На 18 юли се урежда реванш между двамата за предварителното шоу на Бойно поле.

## Мачове
| №                                                                                     | Резултати                                                                                         | Правила | Време |
| ------------------------------------------------------------------------------------- | ------------------------------------------------------------------------------------------------- | --- | ----- |
| 1П                                                                                    | Ейдън Инглиш побеждава Тай Дилинджър                                                              | Индивидуален мач | 9:45  |
| 2                                                                                     | Нов ден (Кофи Кингстън и Ксавиер Уудс) (с Големият И) побеждават Братя Усо (Джей и Джими Усо) (ш) | Отборен мач за Отборните титли на Разбиване                                                                           | 13:50 |
| 3                                                                                     | Шинске Накамура побеждава Барън Корбин чрез дисквалификация                                       | Индивидуален мач | 12:25 |
| 4                                                                                     | Наталия побеждава Беки Линч, Шарлът Светкавицата, Лана и Тамина                                   | Елиминационен мач Фатална петорка, определящ главна претендентка за Титлата при жените на Разбиване на Лятно тръшване | 11:00 |
| 5                                                                                     | Кевин Оуенс побеждава Ей Джей Стайлс (ш)                                                          | Индивидуален мач за Титлата на Съединените щати на WWE                                                                | 17:50 |
| 6                                                                                     | Джон Сина побеждава Русев                                                                         | Мач със знамена | 21:10 |
| 7                                                                                     | Сами Зейн побеждава Майк Канелис (с Мария Канелис)                                                | Индивидуален мач | 7:15  |
| 8                                                                                     | Джиндър Махал (ш) побеждава Ренди Ортън                                                           | Мач в Пенджабски затвор за Титлата на WWE                                                                             | 27:40 |
| - (ш) – указва шампиона/шампионите в мача - П – показва, че мача се случи преди шоуто |                                                                                                   | |       |

### Елиминационен мач
| №           | Кечистка            | Елиминирана от | Начин                                       | Време |
| ----------- | ------------------- | -------------- | ------------------------------------------- | ----- |
| 1           | Тамина              | Беки Линч      | Предаване чрез Обезоръжаването              | 8:08  |
| 2           | Лана                | Беки Линч      | Предаване чрез Обезоръжаването              | 8:27  |
| 3           | Беки Линч           | Наталия        | Туш с превъртане                            | 8:40  |
| 4           | Шарлът Светкавицата | Наталия        | Туш с превъртане след удар в долния обтегач | 11:00 |
| Победителка | Наталия             |                |                                             | 11:00 |